# 富田卓弥
富田 卓弥（とみだ たくや、1986年10月25日 - ）は、埼玉県出身の元バスケットボール選手である。197cm、85kg。東芝ブレイブサンダースに所属していた。ポジションはセンター。

## 来歴
東和大昌平高校在学中、ジュニア日本代表に選出。
その後、筑波大学を経て東芝に入社。
2009年東アジア競技大会日本代表に追加招集される。2013年引退。

## 経歴
- 東和大昌平高 - 筑波大学 - 東芝（2009年〜2013年）

## 日本代表歴
- 2004年アジアジュニア選手権
- 2009東アジア大会